# Jozef-Xavier Vindevogel
Jozef-Xavier Vindevogel (Gent, 1859 – 1941) was een Belgisch kunstschilder. Hij was leerling aan de Academie van Gent en werd lid van de Gentse kunstkring Wij Willen. Vindevogel schilderde portretten, genretaferelen, landschappen en stadsgezichten. Hij werkte ook vaak in aquarel dat hij als een volwaardig medium beschouwde. Hij was gehuwd met de kunstschilderes Flore Geleedts (1866-1938), lokaal bekend om haar bloemenschilderingen.

## Musea
Oostende, Mu.ZEE (Twee gezichten op Oostende; aquarel).